# Arras-sur-Rhône
Arras-sur-Rhône är en kommun i departementet Ardèche i regionen Auvergne-Rhône-Alpes i sydöstra Frankrike. Kommunen ligger  i kantonen Tournon-sur-Rhône som ligger i arrondissementet Tournon-sur-Rhône. År 2022 hade Arras-sur-Rhône 535 invånare.

## Befolkningsutveckling
Antalet invånare i kommunen Arras-sur-Rhône
Referens: INSEE